# Hymn Serbołużyczan

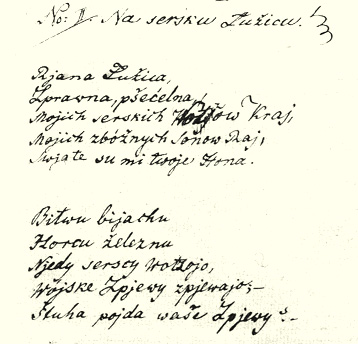
Rękopis słów pieśni

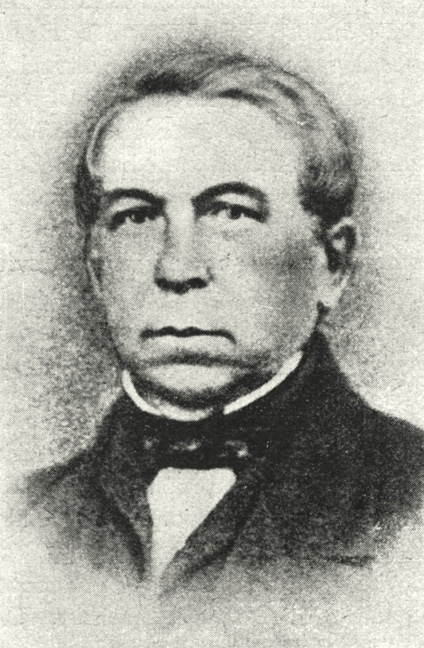
Handrij Zejler, autor słów

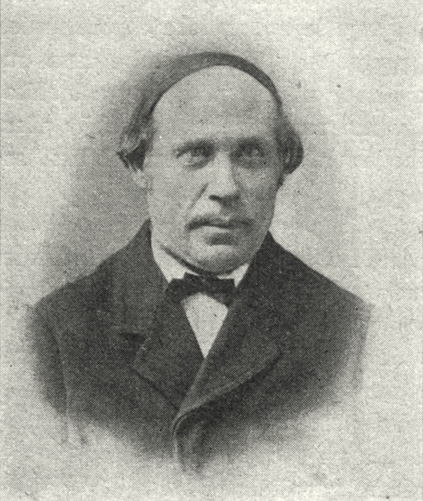
Korla Awgust Kocor, kompozytor

Hymnem Serbołużyczan jest pieśń Piękne Łużyce (górnołuż. Rjana Łužica, dolnołuż. Rědna Łužyca).

## Historia
Autorem pieśni jest łużycki poeta Handrij Zejler. Tekst został po raz pierwszy opublikowany 24 sierpnia 1827 w ukazującej się w Lipsku gazecie Serbska Nowina.
Na początku 1845 muzykę do pieśni skomponował Korla Awgust Kocor. 17 października 1845 w Budziszynie odbyło się jej pierwsze publiczne wykonanie.

## Tekst
| w języku dolnołużyckim | w języku górnołużyckim |
| --- | --- |
| Rědna Łužyca Rědna Łužyca, spšawna, pśijazna, mojich serbskich woścow kraj, mojich glucnych myslow raj, swěte su mě twoje strony. Cas ty pśichodny, zakwiś radostny! Och, gab muže stanuli, za swoj narod źěłali, godne nimjer wobspomnjeśa! | Rjana Łužica Rjana Łužica, sprawna přećelna, mojich serbskich wótcow kraj, mojich zbóžnych sonow raj, swjate su mi twoje hona! Časo přichodny, zakćěj radostny! Ow, zo bychu z twojeho klina wušli mužojo, hódni wěčnoh wopomnjeća! |
| (Tekst: Hendrich Jordan) | (Tekst: Handrij Zejler) |